# Striga pubiflora
Striga pubiflora är en snyltrotsväxtart som beskrevs av Johann Friedrich Klotzsch. Striga pubiflora ingår i släktet Striga och familjen snyltrotsväxter. Inga underarter finns listade i Catalogue of Life.